# Список умерших в 840 году

## Февраль
- 10 февраля — Вэнь-цзун (30), 17-й император династии Тан (827—840).

## Март
- 18 марта — Эйнхард, франкский учёный, деятель «Каролингского возрождения», историк, настоятель монастырей Фонтенель (818—823) и Зелигенштадт, преемник Алкуина в должности руководителя Палатинской академии при дворе Карла Великого.

## Июнь
- 6 июня — Агобард, архиепископ лионский (с 814 года.).
- 11 июня — Император Дзюнна, 53-й император Японии (823—833).
- 20 июня — Людовик I Благочестивый, король Аквитании (781—814), король франков и император Запада (814—840) из династии Каролингов.

## Июль
- 8 июля — Пирард, епископ Льежа (836—840).

## Дата смерти неизвестна или требует уточнения
- Абу Дулаф аль-Иджли, один из наместников и военачальников при Харуне ар-Рашиде, аль-Мамуне и аль-Мутасиме, аль-Васике, основатель династии дулафидов в Хамадане, поэт.
- Абу-ль-Хузайль аль-Алляф, крупнейший представитель басрийской школы мутазилитов (хузайлитов), полемист.
- Ажо, первый великий каган Кыргызского каганата (820—840).
- Андрей II, герцог Неаполя (834—840).
- Бертанк, святой епископ «двух краёв».
- Вигмунд, король Мерсии (840).
- Контард, герцог Неаполя (840), единственный франк на неаполитанском престоле.
- Мурхад мак Аэдо, король Коннахта (839—840).
- Мухаммад ат-Таки, девятый исмаилитский имам.
- Поппо I, граф в Грапфельде и в Заалгау, основатель рода Поппонидов.
- Сигерик II, последний известный король Эссекса (830—840).
- Сисебут, епископ Уржеля (833—840).
- Цзимислав, князь лужичан (сорбов) до 840 года.